# 高鐸 (清朝)
高鐸，中國清朝官員，漢軍鑲黃旗人。
監生出身。康熙60年（1721年）接替沈近思擔任臺灣府知府。当时恰逢朱一貴暴动后不久。其上任后解决安置民生，任满后，升任汀漳道道员。